# Shell Recharge
A Shell Recharge egy nemzetközi gyorstöltőhálózat akkumulátoros elektromos járművek számára, amelyet 2015-ben alapítottak. A cég 2017 óta a Shell része. 2023-ra a Recharge-hálózat több mint 300 000 töltőponttal rendelkezik több mint 33 országban. 2030-ra több mint 2,5 millió töltőponttal szeretnének rendelkezni.

## Leírás
A Shell Recharge 2015-ben indult startupként elektromos járművek töltőhálózatával. 2017-ben a Shell teljes tulajdonú leányvállalata lett.
2020. április 1-jén Melanie Lane-t nevezték ki a Shell Recharge új vezérigazgatójának. Sytse Zuidema utódja lett.
2021-ben a cég a NewMotionnal és az amerikai Greenlots-szal együtt Shell Recharge Solutions néven folytatta tevékenységét. A cég jelezte, hogy ezzel az összeolvadással tovább kívánja bővíteni a töltőhálózatot.
2022 végén a vállalat bejelentette, hogy együttműködik a vietnami VinFast márkával, hogy otthoni töltőpontokat és szolgáltatásokat biztosítson a VinFast ügyfelei számára Hollandiában, Franciaországban és Németországban.

## Szponzorálás
2022-ben a Recharge volt a fő szponzora a Berlin ePrix-nek, a Formula E bajnokság egyik versenyének. A szponzorációval a cég az elektromos mobilitásra szeretné felhívni a figyelmet.

## Lásd még
- Ionity
- Tesla Supercharger